# Ізраїлівка
Ізра́їлівка — пасажирський залізничний зупинний пункт Жмеринської дирекції Південно-Західної залізниці.
Розташований у селі Грабарівка Могилів-Подільського району Вінницької області на лінії Жмеринка-Подільська — Могилів-Подільський між станціями Вендичани (9 км) та Могилів-Подільський (16 км).
Станцію було відкрито 1892 року при побудові залізниці. У вересні 2013 року переведена в розряд зупинних пунктів.. 2 колії було розібрано.